# ざしき童子のはなし
「ざしき童子のはなし」（ざしきぼっこのはなし）は、宮沢賢治の童話作品。尾形亀之助主催の雑誌『月曜』1926年（大正15年）2月号に掲載された。賢治の数少ない生前発表童話の一つである。

## 概要
「ぼくらの方の、ざしき童子のはなし」として、4つの座敷童子にまつわるエピソードがオムニバスのような形で紹介される。
- 庭で遊んでいる2人の子どもが、家の座敷から箒で部屋を掃く音を耳にする。家に入って眺めてみても誰もいない。
- ある家に呼ばれて「大道めぐり」というかけ声で輪になって遊んでいた10人の子どもたちが、いつの間にか11人に増えている。一人も同じ顔がなく、一人も知らない顔がないのに何度数えても11人いる。大人が「一人がざしき童子だ」と言っても、皆自分はざしき童子ではないと言い張っている。
- 毎年旧暦8月に如来様の祭りで本家に分家の子どもたちが招かれることになっていたが、そのうちの一人がはしかにかかり、催しが延期される。その子が9月に快癒して、如来様の祭りが改めて開かれることになったとき、他の子どもたちは祭りを延期された腹いせに、その子に仕返しをしようとしていたところ、その子の様子がおかしい。一人の子どもが「ざしきぼっこだ」と叫んで逃げると他の子どもも逃げ出してしまった。
- 北上川の渡し船の船頭が語った話として、月夜にきれいな身なりの男の子を船に乗せた。どこへ行くのかと尋ねるとある家に長くいたが、そこはもう飽きたから別の家に行くと話した。そのあと、子どもがいなくなったという家は落ちぶれ、子どもが行くと言った家はよいことが続いている、という。

## 作品の背景
東北地方には古くから座敷童子の話が伝えられている。柳田國男の『遠野物語』に題材を提供した佐々木喜善は1920年（大正9年）に『奥州ザシキワラシの話』（玄文社）を発表した。賢治もこの文章を目にしていたと考えられており、作品冒頭の「ぼくらの方の」という言葉にはこれを意識した面があった（このほか、1922年頃に初稿が執筆されたと考えられている「ペンネンネンネンネン・ネネムの伝記」（「グスコーブドリの伝記」の先駆作品）にも「ザシキワラシ」が登場する場面がある）。
佐々木は1928年（昭和3年）、執筆中の「ザシキワラシとオシラサマ」にこの「ざしき童子のはなし」を取り上げるため、賢治に対して掲載誌を送ることを求める手紙を送った。賢治はこれに応えて『月曜』を送り、佐々木は「花巻の人宮沢賢治氏のものによると」という但し書きを付けて作品の一部を引用の上で解説を付し、1929年（昭和4年）に雑誌『東北文化研究』に発表した。このやりとりがきっかけとなって賢治は佐々木と晩年まで親交を結ぶに至った。

## 影響
漫画家の萩尾望都は、本作の「10人の子どもがいつの間にか11人になっている」というエピソードにヒントを得て、SF漫画『11人いる!』を執筆した。